# Warwick Ward
Pour les articles homonymes, voir Ward.
Warwick Ward, né le 3 décembre 1891 à St Ives (Cornouailles), mort le 9 décembre 1967 à Londres, est un acteur et producteur britannique.

## Biographie
Il était populaire dans le cinéma des années 1920, alors qu'il jouait des rôles de méchant. Il a rencontré un grand succès à Berlin dans Variétés, et a été vedette internationale sans avoir été vedette dans son pays d'origine.
Sa carrière d'acteur a progressivement décliné avec l'arrivée du cinéma parlant, et il a alors commencé une seconde carrière en tant que producteur. Il a été une figure de l'Associated British Picture Corporation.

## Filmographie
- 1919 : The Silver Lining (en)
- 1920 : Build Thy House (en)
- 1921 : La Parure (The Diamond Necklace)
- 1923 : The Crooked Man de George Ridgwell
- 1925 : Madame Sans-Gêne
- 1925 : Variétés (Varieté) d'Ewald André Dupont
- 1925 : The Prude's Fall de Graham Cutts
- 1926 : Lady Harrington de Hewitt Claypoole Grantham-Hayes
- 1927 : Die berühmte Frau
- 1928 : Odette
- 1928 : Looping the Loop (en)
- 1928 : Die Todesschleife
- 1929 : The Informer